# ミニバイクレース
ミニバイクレースとは、小型の市販オートバイ（原動機付自転車、小型自動二輪車や排気量250cc以下の自動二輪車など）を用いたモータースポーツの俗称である。

## 概念
ミニバイクレースは、そのコンパクトな車体(オートバイレースの最高峰であるロードレース世界選手権（MotoGP）に参戦していた2ストローク500ccクラスの車両と比べれば3/4程)ゆえ、80年代当時よりミニバイクと呼ばれるようになった、125cc以下の原動機付自転車や250cc以下の自動二輪を使用するレースである。
普通二輪に比べて車体がコンパクトでエンジンの排気量も小さい為、サーキット等の設備の面やユーザーに掛かる負担も含め普通二輪を使用するレースに比べてコストが格安で済む事から、オートバイブームであった80年代中盤から盛んになり、全国各地で行われている。
小排気量ではあるが時速100km近くもしくはそれ以上のスピードが出せ、大排気量車に劣らぬ装備を持つ車両も多いために本格的なレースが楽しめることも大きな特長。しかし近年ではエンジン、タイヤの高性能化に伴い、ロードコースを使用したレースでは速度が160kmを超えることも珍しくないため車体の安全性が問題視されている。
競技人口は大人から小さな子供までと幅広いが、特に子供では上級クラス(MotoGPのMoto3クラス、全日本ロードレース選手権のJ-GP3クラス等)への橋渡しとして、ポケットバイク（ポケバイ）の次のステップとして競技に参加しているケースが多い。
ミニバイクレースが初めてのモータースポーツ経験というユーザーも多く、中にはミニバイクから本格的なレース活動を始めて、MotoGPの最高峰クラス（MotoGPクラス）に参戦しているライダーもいる。
現在では、オートバイブームの終了によるロードレース人口の減少、サーキットの閉鎖等によるレース環境の低下、ベースとなる車両の生産終了、などに伴う競技人口の減少が指摘されている。一方で、2021年にはMotoGPの主催者であるドルナスポーツが新たに「FIM MiniGP World Series」を発足させるなど、若手ライダーの育成カテゴリーとして強化を図る動きも見られる。

## 使用される車両
2ストロークの車両が主軸となるが、近年の環境基準強化に伴い4ストロークエンジンのモデルも出始めている。既に市販車では2ストロークバイクは生産中止となっており、レーサーモデルのみ生産し続けているホンダも2ストロークエンジンのバイク生産を2011年で完全に打ち切るとアナウンスしており、今後は4ストローククラスが主流になって行くと予測される。
■スポーツバイククラスで使用される主な車種
- ホンダNSR50/80/Mini
- ホンダNS50-F/NS50-R
- ヤマハTZM50R

過去のレースでは
- スズキRG50ガンマ
- ヤマハRZ50(5R2)
- ヤマハYSR50/80
- カワサキAR50/80

といった車種が人気であった。
現在のレースではメンテナンス性や、パーツ、データの豊富さからホンダ車を使用するユーザーが多く
12インチクラスではNSR、13インチ以上のクラスではNS50Fのワンメイク状態となっているレースが殆ど。
他のメーカーの車種は淘汰された形になってしまっているが、
- カワサキKSR50/80

等はワンメイクレースなどが盛んに行われるほど根強いファンが居るようだ。
■スクータークラスで使用される主な車種
- ホンダライブディオZX
- ヤマハスーパージョグZR/Z
- ヤマハリモコンジョグZRエボリューション/Z2
- ヤマハシグナスX
- スズキスズキ・ZZ
- スズキスズキ・アドレスV125

ミッションクラスとは異なり、こちらはヤマハ車であるジョグが強く
殆どジョグのワンメイク状態となる事が珍しくない。
フル改造クラスでは海外の輸入車両の参戦も見られる
■4ストローククラスでは以下の車両の参加が目立つ。
- NSF100
- エイプ50/100
- モンキー/ゴリラ
- ホンダ・XR50モタード/XR100モタード
- カワサキ・KSR110

上記はあくまでレースにおける「人気車種」であり、必ずしも上記の車両でなくてはならない訳では無い。
レギュレーション(規則)に合った車両であればどんなミニバイクでもレースの参加は可能である事を記しておく。

## カテゴリー
呼称はレースの主催者によって異なるが、使用する車種とマシンの改造範囲、ライダーのレベルによってクラス分けされている場合が多い。
現在、全国で行われているミニバイクレースは、雑誌「モトチャンプ」が制定した「まるち杯統一車両規則」に順ずるものが多い
代表的なものを表記すると
- 「Mクラス」…ミッションクラスの略称、

ギア付きの2ストローク50ccスポーツバイクで争われる。 原則としてノーマルの車体、エンジンを使用し、速度リミッター解除、リアショックやセッティングパーツ、タイヤの変更など最低限の改造しか認められない。
- 「SPクラス」…スポーツバイク・プロダクションの略称

Mクラスと同じくギアつきの2ストローク50ccスポーツバイクで争われる。Mクラスの規則に加え、マフラー(チャンバー)の変更が可となっており、全国的に人気の高いクラス。クラス表示が「SP12」の場合はホイール径が12インチ以下の車両(NSR50/mini、TZM50Rなど)「SP50」の場合はホイール径が13インチ以上の車両(NS50F/R)とさらに別けられる。
- 「FNクラス」…ファミリーバイク・ノーマルの略称、ファミリーバイクとは一般的なスクーターを指す。

名称どおり、ほぼノーマルの50ccスクーターで争われる。メインジェットなどのキャブセッティングパーツに加え、車両と同じのメーカーの同じ排気量のパーツの流用が可能となっているため、それら膨大な純正部品の中から流用できるパーツを探し出し、コースに合った組み合わせを見つけ出さなければならない。ライダーとしての技量だけでなく、マシン作りの技量も競われる。
- 「FPクラス」…ファミリーバイク・プロダクションの略称。

いわゆるスクーターのプロダクションクラスで、上記FNクラスの改造に加え、マフラーの変更、エアクリーナーボックスの取り外し、混合給油化等の改造や変更、また、駆動系等にも社外品の使用が認められている。
- 「OPENクラス」…改造無制限クラス。

上記のクラスに属さないフル改造車によって競われるクラス。2ストロークミッション、スクーター、4ストローク等、全てのカテゴリーが混走となる事が多い。
改造無制限とは言え全く規則が無いわけではなく、
車両の改造はそれぞれのスペシャルクラスの規則に順ずる。
カテゴリーは以下のとおり。
- 「Sクラス」…スペシャルクラス。

主に2ストロークミッション車のフル改造仕様を指す。鉄フレームを使用した車両は最大65ccまでの排気量拡大が可能だが、レーシングスリック等のレース専用タイヤの使用は不可。SPクラスの車両にボアアップ、ポート加工、ビッグキャブ装着等の改造を施した形の車両が主。
アルミフレームを使用した車両は51ccまでが上限排気量となっているが、
レーシングスリックなどレース専用タイヤの使用が可能。
RS125やTZ125などの市販レーサーにNSR50やTZM50Rなどのフル改造エンジンを搭載した車両が多い。
ホイール径が12インチ以下の車両は「S12」、
13インチ以上の車両は「S50」と呼ばれる。
ほぼ同じ規則で、80ccまでの排気量が可能な「S80クラス」も存在する。
この場合は市販レーサーのアルミフレームにモトクロスレーサー(CR80、YZ80など)のエンジンを搭載した車両となる。
殆どロードレースの領域に入っていくためか、ミニバイクレースとして行われる大会にはこのカテゴリーはあまり見られない
- 「FSクラス」…ファミリーバイク・スペシャルの略称。

同じくフル改造のスクーターを指す。排気量は70ccまでの拡大が可能、社外品シリンダーキットとラジエターを装着した水冷エンジン仕様車が目立つ。スポーツバイクの様なオリジナルのアルミフレームにエンジンを搭載し、ニーグリップを可能にした車両も存在する。
- 「4stクラス」…主に4ストロークエンジンのミッション車を指す

125cc以下までの排気量拡大が可能で、ホンダモンキー、エイプなどの車種のほか、それらの改造エンジンをNSR50/mini及びオリジナルのフレームに搭載した車両も見られる。
Sクラスと同じく、アルミフレームを使用した場合は排気量が120ccまでとなるがレーシングタイヤの使用が可能。
以上のカテゴリーでの独立したレースが行われる事もある。
現在は上記のクラスに加え、レース車両の4ストローク移行にあわせた
「ST100クラス」や「SP100クラス」等の新カテゴリーが生まれつつある。

ライダーのレベルによってクラス別けが行われる場合、
各カテゴリー名の後にアルファベットでそのレベルが表示される事が多い。
例をあげると
「EXP」…エキスパート。上級者
「B」…ビギナー。中級者
「F」…フレッシュマン。初心者
他にもはっきりと「上級」「初級」などと
日本語で表記する場合もあり。

## レース形式
スプリントレースや耐久レースといった具合にロードレースと同じレース形式で行なわれている。特に富士スピードウェイやツインリンクもてぎ、鈴鹿サーキットなどのロードコースで行なわれる耐久レースは人気が高く、地元のライダーのみならず地方から遠征してくるライダーも数多くいる。